# Крісті Ноем
Крісті Лінн Ноем (англ. Kristi Lynn Noem, до шлюбу Арнолд; нар. 30 листопада 1971, Вотертаун, Південна Дакота) — американська політична діячка-республіканка, письменниця та фермерка. Членкиня Палати представників від штату Південна Дакота з 2011 по 2019 рік. Губернатор Південної Дакоти з 2019 року, перша жінка на цій посаді.
У листопаді 2024 року обраний президент Трамп обрав Крісті Ноем своїм кандидатом на пост міністерки внутрішньої безпеки США.

## Біографія
Вивчала політологію в Університеті штату Південна Дакота.
Була членкинею Палати представників Південної Дакоти з 2007 по 2011 рік.
Від 5 січня 2019 року вона — 33-тя губернаторка Південної Дакоти.